# UEFA Champions League 2015-2016 (fase a eliminazione diretta)
Questa voce raccoglie un approfondimento sulle gare della fase a eliminazione diretta dell'edizione 2015-2016 della UEFA Champions League.

## Squadre
| Gruppo | Testa di serie        | Non testa di serie  |
| ------ | --------------------- | ------------------- |
| A      | Real Madrid           | Paris Saint-Germain |
| B      | Wolfsburg             | PSV                 |
| C      | Atlético Madrid       | Benfica             |
| D      | Manchester City       | Juventus            |
| E      | Barcellona            | Roma                |
| F      | Bayern Monaco         | Arsenal             |
| G      | Chelsea               | Dinamo Kiev         |
| H      | Zenit San Pietroburgo | Gent                |

## Tabellone
|  | Ottavi di finale      | Ottavi di finale | Ottavi di finale | Ottavi di finale |   |                     | Quarti di finale | Quarti di finale | Quarti di finale | Quarti di finale |  |                 | Semifinali | Semifinali | Semifinali | Semifinali |                   |       | Finale | Finale |
|  |                       |                  |                  |                  |   |                     |                  |                  |                  |                  |  |                 |            |            |            |            |                   |       |        |        |
|  | Paris Saint-Germain   | 2                | 2                | 4                |   |                     |                  |                  |                  |                  |  |                 |            |            |            |            |                   |       |        |        |
|  | Chelsea               | 1                | 1                | 2                |   |                     |                  |                  |                  |                  |  |                 |            |            |            |            |                   |       |        |        |
|  | Chelsea               | 1                | 1                | 2                |   | Paris Saint-Germain | 2                | 0                | 2                |                  |  |                 |            |            |            |            |                   |       |        |        |
|  |                       |                  |                  |                  |   | Paris Saint-Germain | 2                | 0                | 2                |                  |  |                 |            |            |            |            |                   |       |        |        |
|  |                       | Manchester City  | 2                | 1                | 3 |                     |                  |                  |                  |                  |  |                 |            |            |            |            |                   |       |        |        |
|  | Dinamo Kiev           | Manchester City  | 2                | 1                | 3 | 1                   | 0                | 1                |                  |                  |  |                 |            |            |            |            |                   |       |        |        |
|  | Dinamo Kiev           |                  |                  |                  |   | 1                   | 0                | 1                |                  |                  |  |                 |            |            |            |            |                   |       |        |        |
|  | Manchester City       | 3                | 0                | 3                |   |                     |                  |                  |                  |                  |  |                 |            |            |            |            |                   |       |        |        |
|  | Manchester City       | 3                | 0                | 3                |   |                     |                  |                  |                  |                  |  | Manchester City | 0          | 0          | 0          |            |                   |       |        |        |
|  |                       |                  |                  |                  |   |                     |                  |                  |                  |                  |  | Manchester City | 0          | 0          | 0          |            |                   |       |        |        |
|  |                       | Real Madrid      | 0                | 1                | 1 |                     |                  |                  |                  |                  |  |                 |            |            |            |            |                   |       |        |        |
|  | Gent                  | Real Madrid      | 0                | 1                | 1 | 2                   | 0                | 2                |                  |                  |  |                 |            |            |            |            |                   |       |        |        |
|  | Gent                  |                  |                  |                  |   | 2                   | 0                | 2                |                  |                  |  |                 |            |            |            |            |                   |       |        |        |
|  | Wolfsburg             | 3                | 1                | 4                |   |                     |                  |                  |                  |                  |  |                 |            |            |            |            |                   |       |        |        |
|  | Wolfsburg             | 3                | 1                | 4                |   | Wolfsburg           | 2                | 0                | 2                |                  |  |                 |            |            |            |            |                   |       |        |        |
|  |                       |                  |                  |                  |   | Wolfsburg           | 2                | 0                | 2                |                  |  |                 |            |            |            |            |                   |       |        |        |
|  |                       | Real Madrid      | 0                | 3                | 3 |                     |                  |                  |                  |                  |  |                 |            |            |            |            |                   |       |        |        |
|  | Roma                  | Real Madrid      | 0                | 3                | 3 | 0                   | 0                | 0                |                  |                  |  |                 |            |            |            |            |                   |       |        |        |
|  | Roma                  |                  |                  |                  |   | 0                   | 0                | 0                |                  |                  |  |                 |            |            |            |            |                   |       |        |        |
|  | Real Madrid           | 2                | 2                | 4                |   |                     |                  |                  |                  |                  |  |                 |            |            |            |            |                   |       |        |        |
|  | Real Madrid           | 2                | 2                | 4                |   |                     |                  |                  |                  |                  |  |                 |            |            |            |            | Real Madrid (dtr) | 1 (5) |        |        |
|  |                       |                  |                  |                  |   |                     |                  |                  |                  |                  |  |                 |            |            |            |            |                   | 1 (5) |        |        |
|  |                       | Atlético Madrid  | 1 (3)            |                  |   |                     |                  |                  |                  |                  |  |                 |            |            |            |            |                   |       |        |        |
|  | Arsenal               | Atlético Madrid  | 1 (3)            | 0                | 1 | 1                   |                  |                  |                  |                  |  |                 |            |            |            |            |                   |       |        |        |
|  | Arsenal               |                  |                  | 0                | 1 | 1                   |                  |                  |                  |                  |  |                 |            |            |            |            |                   |       |        |        |
|  | Barcellona            | 2                | 3                | 5                |   |                     |                  |                  |                  |                  |  |                 |            |            |            |            |                   |       |        |        |
|  | Barcellona            | 2                | 3                | 5                |   | Barcellona          | 2                | 0                | 2                |                  |  |                 |            |            |            |            |                   |       |        |        |
|  |                       |                  |                  |                  |   | Barcellona          | 2                | 0                | 2                |                  |  |                 |            |            |            |            |                   |       |        |        |
|  |                       | Atlético Madrid  | 1                | 2                | 3 |                     |                  |                  |                  |                  |  |                 |            |            |            |            |                   |       |        |        |
|  | PSV                   | Atlético Madrid  | 1                | 2                | 3 | 0                   | 0                | 0 (7)            |                  |                  |  |                 |            |            |            |            |                   |       |        |        |
|  | PSV                   |                  |                  |                  |   | 0                   | 0                | 0 (7)            |                  |                  |  |                 |            |            |            |            |                   |       |        |        |
|  | Atlético Madrid (dtr) | 0                | 0                | 0 (8)            |   |                     |                  |                  |                  |                  |  |                 |            |            |            |            |                   |       |        |        |
|  | Atlético Madrid (dtr) | 0                | 0                | 0 (8)            |   |                     |                  |                  |                  |                  |  | Atlético Madrid | 1          | 1          | 2          |            |                   |       |        |        |
|  |                       |                  |                  |                  |   |                     |                  |                  |                  |                  |  | Atlético Madrid | 1          | 1          | 2          |            |                   |       |        |        |
|  |                       | Bayern Monaco    | 0                | 2                | 2 |                     |                  |                  |                  |                  |  |                 |            |            |            |            |                   |       |        |        |
|  | Juventus              | Bayern Monaco    | 0                | 2                | 2 | 2                   | 2                | 4                |                  |                  |  |                 |            |            |            |            |                   |       |        |        |
|  | Juventus              |                  |                  |                  |   | 2                   | 2                | 4                |                  |                  |  |                 |            |            |            |            |                   |       |        |        |
|  | Bayern Monaco (dts)   | 2                | 4                | 6                |   |                     |                  |                  |                  |                  |  |                 |            |            |            |            |                   |       |        |        |
|  | Bayern Monaco (dts)   | 2                | 4                | 6                |   | Bayern Monaco       | 1                | 2                | 3                |                  |  |                 |            |            |            |            |                   |       |        |        |
|  |                       |                  |                  |                  |   | Bayern Monaco       | 1                | 2                | 3                |                  |  |                 |            |            |            |            |                   |       |        |        |
|  |                       | Benfica          | 0                | 2                | 2 |                     |                  |                  |                  |                  |  |                 |            |            |            |            |                   |       |        |        |
|  | Benfica               | Benfica          | 0                | 2                | 2 | 1                   | 2                | 3                |                  |                  |  |                 |            |            |            |            |                   |       |        |        |
|  | Benfica               |                  |                  |                  |   | 1                   | 2                | 3                |                  |                  |  |                 |            |            |            |            |                   |       |        |        |
|  | Zenit San Pietroburgo | 0                | 1                | 1                |   |                     |                  |                  |                  |                  |  |                 |            |            |            |            |                   |       |        |        |

## Ottavi di finale

### Sorteggio
Ogni squadra arrivata prima nel proprio gruppo gioca contro una squadra arrivata seconda e viceversa e non si possono affrontare squadre della stessa nazione o provenienti dallo stesso gruppo.
Tali accoppiamenti sono stati sorteggiati con il seguente esito:
1. Gent - Wolfsburg
2. Roma - Real Madrid
3. Paris Saint-Germain - Chelsea
4. Arsenal - Barcellona
5. Juventus - Bayern Monaco
6. PSV - Atlético Madrid
7. Benfica - Zenit San Pietroburgo
8. Dinamo Kiev - Manchester City

### Riassunto delle partite
Allo stadio da Luz, il Benfica batte per 1-0 lo Zenit San Pietroburgo grazie alla decisiva rete di Jonas in pieno recupero al 91', avvenuta sugli sviluppi di una punizione battuta da Gaitán e scaturita dall'espulsione avversaria di Criscito, il quale rimedia un secondo cartellino giallo per un duro intervento ai danni di Carcela-González. Nella gara di ritorno allo stadio Petrovskij, i russi si portano in vantaggio al 69' con Hulk, ma i portoghesi ribaltano clamorosamente il risultato con i gol di Gaitán e Talisca, realizzati rispettivamente all'85' e al 96', vincendo per 2-1 ed ottenendo così il passaggio ai quarti di finale dopo quattro anni dall'ultima conseguito con un risultato complessivo di 3-1 nel doppio confronto.
Al Parco dei Principi, il Paris Saint-Germain prevale per 2-1 sul Chelsea con le marcature di Ibrahimović (a segno su calcio di punizione) e Cavani, intervallate da quella del momentaneo pari londinese ad opera di Mikel. Nella partita di ritorno allo Stamford Bridge, i francesi hanno nuovamente la meglio sugli inglesi col punteggio di 2-1, frutto delle reti di Rabiot e Ibrahimović, le quali rendono vane il provvisorio pari di Diego Costa e consentono dunque ai parigini di qualificarsi ai quarti di finale con un aggregato totale di 4-2 nella doppia sfida, nonché di eliminare i britannici per il secondo anno consecutivo.
Alla Ghelamco Arena, il Wolfsburg espugna il campo dell'esordiente Gent, vincendo per 3-2 grazie alla doppietta di Draxler e al gol di Kruse, cui seguono quelli avversari ad opera di Kums e Coulibaly, che accorciano solamente le distanze in favore dei fiamminghi. Nel match di ritorno alla Volkswagen-Arena, i tedeschi sconfiggono di nuovo i belgi, questa volta per 1-0 con la decisiva rete di Schürrle, e conquistano così il loro primo storico accesso ai quarti di finale della manifestazione sul risultato complessivo di 4-2 nel doppio confronto.
Allo stadio Olimpico, il Real Madrid si impone per 2-0 sulla Roma con le marcature di Cristiano Ronaldo e Jesé, ipotecando prematuramente il discorso qualificazione. Nella gara di ritorno al Bernabéu, gli spagnoli hanno nuovamente ragione degli italiani col medesimo punteggio, frutto delle reti di Ronaldo e James Rodríguez, che qualificano appunto i madrileni ai quarti di finale con un aggregato totale di 4-0 nella doppia sfida.
All'Emirates Stadium, i campioni in carica del Barcellona stendono per 2-0 l'Arsenal in virtù della doppietta di Messi, il cui secondo gol avviene su calcio di rigore, concesso dall'arbitro Çakır per un fallo di Flamini ai danni dello stesso attaccante argentino, e mettono dunque una seria ipoteca sul passaggio del turno. Nella partita di ritorno al Camp Nou, gli spagnoli si ripetono e trionfano per 3-1 sugli inglesi con le reti di Neymar, Suárez e Messi, inframezzate da quella avversaria ad opera di Elneny, agguantando così i quarti di finale sul risultato complessivo di 5-1 nel doppio confronto.
Allo Juventus Stadium, il Bayern Monaco si porta in vantaggio di due gol sul terreno della Juventus, finalista della precedente edizione, grazie alle rispettive realizzazioni di Müller e Robben, ma i padroni di casa riescono a colmare il distacco con le marcature di Dybala e Sturaro, riequilibrando le sorti dell'incontro e fissando il punteggio finale sul pari per 2-2. Nel retour match dell'Allianz Arena, sono invece gli italiani a passare clamorosamente avanti di due reti, colpendo prima con Pogba al 5' e successivamente con Cuadrado al 28', però i tedeschi reagiscono con il gol di Lewandowski al 73', accorciando inizialmente le distanze, e poi con quello di Müller in pieno recupero al 91', che impone il pareggio conclusivo sul 2-2 e porta incredibilmente il confronto ai tempi supplementari sull'aggregato totale di 4-4. Durante la proroga, i bavaresi sfruttano tuttavia il collasso fisico e mentale dei torinesi, andando nuovamente a segno con Thiago Alcántara al 108' e l'ex Coman al 110', i quali permettono appunto al Bayern Monaco di vincere per 4-2 e di centrare l'annessa qualificazione al turno successivo con un computo finale di 6-4 tra andata e ritorno.
Allo stadio Olimpijs'kij, il Manchester City batte con un netto 3-1 la Dinamo Kiev grazie alle reti di Agüero, David Silva e Touré, intervallate da quella avversaria ad opera di Bujal's'kij, ipotecando il discorso qualificazione. Nella gara di ritorno all'Etihad Stadium, gli inglesi si limitano a gestire l'ampio margine di vantaggio sugli ucraini, pareggiando senza rischi per 0-0 ed approdando così ai quarti di finale per la prima volta in assoluto.
Al Philips Stadion, il PSV riesce a bloccare l'Atlético Madrid sul pareggio per 0-0, resistendo agli attacchi avversari, talvolta imprecisi, anche in inferiorità numerica a causa dell'espulsione di Pereiro, comminata dall'arbitro Orsato per doppia ammonizione. Nella partita di ritorno allo stadio Vicente Calderón, gli spagnoli e gli olandesi rimangono nuovamente inchiodati sul pari per 0-0, nonostante entrambe le squadre sfiorino il gol, rispettivamente con Fernando Torres e Locadia, i quali colpiscono un legno a testa, dilungando prima il confronto ai tempi supplementari e poi a tiri di rigore. Dal dischetto, i due club trasformano sette penalty ambo le parti, ma l'errore di Narsingh, che centra in pieno la traversa, condanna i neerlandesi alla sconfitta per 8-7 dopo che Juanfran supera con freddezza il portiere avversario Zoet, consentendo così ai madrileni di raggiungere i quarti di finale. Tale doppia sfida è inoltre la prima nella storia della competizione a terminare con due pareggi a reti inviolate in altrettanti match.

### Risultati

#### Andata
| Arbitro: | Gianluca Rocchi |

|             |           |  |
| Jonas 90+1’ | Marcatori |  |

| Arbitro: | Carlos Velasco Carballo |

|                            |           |             |
| Ibrahimović 38’ Cavani 78’ | Marcatori | 45+1’ Mikel |

| Arbitro: | Svein Oddvar Moen |

|                        |           |                            |
| Kums 80’ Coulibaly 89’ | Marcatori | 44’, 54’ Draxler 60’ Kruse |

| Arbitro: | Pavel Královec |

|  |           |                      |
|  | Marcatori | 57’ Ronaldo 86’ Jesé |

| Arbitro: | Cüneyt Çakır |

|  |           |                       |
|  | Marcatori | 71’, 83’ (rig.) Messi |

| Arbitro: | Martin Atkinson |

|                        |           |                       |
| Dybala 63’ Sturaro 76’ | Marcatori | 43’ Müller 55’ Robben |

| Arbitro: | Antonio Mateu Lahoz |

|                 |           |                                |
| Bujal's'kij 59’ | Marcatori | 15’ Agüero 40’ Silva 90’ Touré |

| Eindhoven 24 febbraio 2016, ore 20:45 CET | PSV            | 0 – 0 referto | Atlético Madrid | Philips Stadion (34 948 spett.)\| Arbitro: \| Daniele Orsato \| |
| Arbitro:                                  | Daniele Orsato |               |                 |                                                                 |

#### Ritorno
| Arbitro: | Szymon Marciniak |

|                           |           |  |
| Ronaldo 64’ Rodríguez 68’ | Marcatori |  |

| Arbitro: | Damir Skomina |

|              |           |  |
| Schürrle 74’ | Marcatori |  |

| Arbitro: | Viktor Kassai |

|          |           |                          |
| Hulk 69’ | Marcatori | 85’ Gaitán 90+6’ Talisca |

| Arbitro: | Felix Brych |

|                 |           |                            |
| Diego Costa 27’ | Marcatori | 16’ Rabiot 67’ Ibrahimović |

| Arbitro: | Mark Clattenburg |

|                                                              |                      |                                                                  |
| Griezmann Gabi Koke Saúl Torres Giménez Filipe Luís Juanfran | Tiri di rigore 8 – 7 | van Ginkel Guardado Pröpper Bruma Moreno Lestienne Arias Narsigh |

| Manchester 15 marzo 2016, ore 20:45 CET | Manchester City | 0 – 0 referto | Dinamo Kiev | Etihad Stadium (43 630 spett.)\| Arbitro: \| Ovidiu Hațegan \| |
| Arbitro:                                | Ovidiu Hațegan  |               |             |                                                                |

| Arbitro: | Sergej Karasëv |

|                                 |           |             |
| Neymar 18’ Suárez 65’ Messi 88’ | Marcatori | 51’ El Neny |

| Arbitro: | Jonas Eriksson |

|                                                     |           |                       |
| Lewandowski 73’ Müller 90+1’ Thiago 108’ Coman 110’ | Marcatori | 5’ Pogba 28’ Cuadrado |

#### Tabella riassuntiva
| Squadra 1           | Totale          | Squadra 2             | Andata | Ritorno     |
| ------------------- | --------------- | --------------------- | ------ | ----------- |
| Gent                | 2 - 4           | Wolfsburg             | 2 - 3  | 0 - 1       |
| Roma                | 0 - 4           | Real Madrid           | 0 - 2  | 0 - 2       |
| Paris Saint-Germain | 4 - 2           | Chelsea               | 2 - 1  | 2 - 1       |
| Arsenal             | 1 - 5           | Barcellona            | 0 - 2  | 1 - 3       |
| Juventus            | 4 - 6           | Bayern Monaco         | 2 - 2  | 2 - 4 (dts) |
| PSV                 | 0 - 0 (7-8 dcr) | Atlético Madrid       | 0 - 0  | 0 - 0 (dts) |
| Benfica             | 3 - 1           | Zenit San Pietroburgo | 1 - 0  | 2 - 1       |
| Dinamo Kiev         | 1 - 3           | Manchester City       | 1 - 3  | 0 - 0       |

## Quarti di finale

### Sorteggio
L'esito del sorteggio (senza limitazioni) degli accoppiamenti per i quarti di finale è stato il seguente:
1. Wolfsburg - Real Madrid
2. Bayern Monaco - Benfica
3. Barcellona - Atlético Madrid
4. Paris Saint-Germain - Manchester City

### Riassunto delle partite
Al Camp Nou, i campioni in carica del Barcellona battono in rimonta per 2-1 i connazionali dell'Atlético Madrid: la doppietta di Suárez ribalta l'iniziale vantaggio avversario ad opera di Fernando Torres, il quale viene inoltre espulso per doppia ammonizione poco dopo aver segnato, lasciando appunto i suoi in inferiorità numerica e contribuendo negativamente anche alla sconfitta. Nella gara di ritorno allo stadio Vicente Calderón, i madrileni prevalgono invece per 2-0 sui catalani grazie alla doppietta di Griezmann, il cui secondo gol avviene su calcio di rigore, concesso dall'arbitro Rizzoli per un tocco di mano da parte di Iniesta su un cross di Filipe Luís, sovvertendo così il risultato dell'andata per qualificarsi alle semifinali della competizione con un punteggio complessivo di 3-2 nel doppio confronto.
All'Allianz Arena, il Bayern Monaco supera per 1-0 il Benfica con la rete in apertura di Vidal al 2', ottenendo un vantaggio minimo sugli ospiti in vista del retour match, con questi ultimi abili a resistere agli ulteriori attacchi dei padroni di casa e a sfiorare a più riprese il pari. Nella partita di ritorno allo stadio da Luz, i portoghesi impongono ai tedeschi il pareggio per 2-2 in virtù delle marcature di Raúl Jiménez e Talisca (a segno su calcio di punizione), le quali fanno appunto da contraltare a quelle avversarie di Vidal e Müller, ma che si rivelano inutili ai fini della qualificazione alle semifinali, che va dunque appannaggio dei bavaresi sull'aggregato totale di 3-2 nella doppia sfida.
Alla Volkswagen-Arena, il Wolfsburg sconfigge a sorpresa il Real Madrid per 2-0 con il gol di Ricardo Rodríguez su calcio di rigore al 18', concesso dall'arbitro Rocchi per un intervento scomposto di Casemiro ai danni di Schürrle, e a quello di Arnold al 25', mettendo una seria ipoteca sulla qualificazione e diventando inoltre la prima squadra a violare la porta dei madrileni dall'inizio della manifestazione, ponendo così fine ai 738 minuti d'imbattibilità del portiere Navas. Nel match di ritorno al Bernabéu, gli spagnoli compiono tuttavia un'incredibile rimonta, travolgendo i tedeschi con un sonoro 3-0 grazie alla tripletta di Cristiano Ronaldo (la quinta in assoluto nel torneo per l'attaccante portoghese, che eguaglia il record di Messi), ribaltando dunque il punteggio dell'andata per raggiungere la loro sesta semifinale consecutiva sul risultato complessivo di 3-2 nel doppio confronto.
Al Parco dei Principi, il Paris Saint-Germain e il Manchester City pareggiano con un pirotecnico 2-2: per i parigini vanno a segno Ibrahimović e Rabiot, mentre per i mancuniani sono De Bruyne e Fernandinho a scrivere il proprio nome sul tabellino dei marcatori. Nella gara di ritorno all'Etihad Stadium, gli inglesi battono invece i francesi per 1-0 con la decisiva rete di De Bruyne al 76', che permette dunque ai britannici di centrare la qualificazione alla loro prima storica semifinale sull'aggregato totale di 3-2 nella doppia sfida.

#### Andata
| Arbitro: | Felix Brych |

|                 |           |            |
| Suárez 63’, 74’ | Marcatori | 25’ Torres |

| Arbitro: | Szymon Marciniak |

|          |           |  |
| Vidal 2’ | Marcatori |  |

| Arbitro: | Gianluca Rocchi |

|                                 |           |  |
| Rodríguez 18’ (rig.) Arnold 25’ | Marcatori |  |

| Arbitro: | Milorad Mažić |

|                            |           |                               |
| Ibrahimović 41’ Rabiot 59’ | Marcatori | 38’ De Bruyne 72’ Fernandinho |

#### Ritorno
| Arbitro: | Viktor Kassai |

|                       |           |  |
| Ronaldo 15’, 17’, 77’ | Marcatori |  |

| Arbitro: | Carlos Velasco Carballo |

|               |           |  |
| De Bruyne 76’ | Marcatori |  |

| Arbitro: | Nicola Rizzoli |

|                           |           |  |
| Griezmann 36’, 88’ (rig.) | Marcatori |  |

| Arbitro: | Björn Kuipers |

|                         |           |                      |
| Jiménez 27’ Talisca 76’ | Marcatori | 38’ Vidal 52’ Müller |

#### Tabella riassuntiva
| Squadra 1           | Totale | Squadra 2       | Andata | Ritorno |
| ------------------- | ------ | --------------- | ------ | ------- |
| Wolfsburg           | 2 - 3  | Real Madrid     | 2 - 0  | 0 - 3   |
| Bayern Monaco       | 3 - 2  | Benfica         | 1 - 0  | 2 - 2   |
| Barcellona          | 2 - 3  | Atlético Madrid | 2 - 1  | 0 - 2   |
| Paris Saint-Germain | 2 - 3  | Manchester City | 2 - 2  | 0 - 1   |

## Semifinali

### Sorteggio
L'esito del sorteggio (senza limitazioni) degli accoppiamenti per le semifinali è stato il seguente:
1. Manchester City - Real Madrid
2. Atlético Madrid - Bayern Monaco

### Riassunto delle partite
All'Etihad Stadium, il Manchester City riesce a bloccare il Real Madrid sul pareggio per 0-0 anche grazie all'apporto del portiere Hart, autore di parate fondamentali ai fini di tale risultato per i padroni di casa. Nella gara di ritorno al Bernabéu, gli spagnoli battono invece gli inglesi per 1-0 in virtù dell'autorete di Fernando al 20', propiziata da una conclusione di Bale, che permette dunque ai madrileni di centrare la loro quattordicesima finale nella competizione con un aggregato complessivo di 1-0 nel doppio confronto, a distanza di appena due anni dall'ultima disputata.
Allo stadio Vicente Calderón, l'Atlético Madrid supera il Bayern Monaco per 1-0 con lo splendido gol di Saúl Ñíguez all'11', il quale dribbla ben quattro avversari (nell'ordine Thiago Alcántara, Bernat, Alonso e Alaba) per poi insaccare in rete alle spalle del portiere Neuer con un gran tiro in diagonale da fuori area. Nella partita di ritorno all'Allianz Arena sono invece i tedeschi a prevalere sugli spagnoli, trionfando per 2-1 grazie alle marcature di Alonso al 31' (a segno su calcio di punizione) e Lewandowski al 74', inframezzate da quella di Griezmann al 54', che si rivela tuttavia decisiva in ottica qualificazione in favore dei madrileni, i quali, nonostante la sconfitta, raggiungono così la loro terza finale nella manifestazione (dopo due anni dall'ultima disputata) in virtù della regola dei gol in trasferta sul risultato totale di 2-2 nella doppia sfida. Durante quest'ultimo match, entrambe le squadre hanno inoltre sbagliato un calcio di rigore a testa: per i bavaresi è stato Müller a commettere l'errore dagli undici metri, facendosi parare la propria conclusione da Oblak, mentre per gli iberici è Fernando Torres a sbagliare dal dischetto, venendo ipnotizzato da Neuer, che neutralizza freddamente il penalty dello stesso attaccante spagnolo.

#### Andata
| Manchester 26 aprile 2016, ore 20:45 CEST | Manchester City | 0 – 0 referto | Real Madrid | Etihad Stadium (52 221 spett.)\| Arbitro: \| Cüneyt Çakır \| |
| Arbitro:                                  | Cüneyt Çakır    |               |             |                                                              |

| Arbitro: | Mark Clattenburg |

|          |           |  |
| Saúl 11’ | Marcatori |  |

#### Ritorno
| Arbitro: | Cüneyt Çakır |

|                            |           |               |
| Alonso 31’ Lewandowski 74’ | Marcatori | 54’ Griezmann |

| Arbitro: | Damir Skomina |

|                     |           |  |
| Fernando 20’ (aut.) | Marcatori |  |

### Tabella riassuntiva
| Squadra 1       | Totale      | Squadra 2     | Andata | Ritorno |
| --------------- | ----------- | ------------- | ------ | ------- |
| Manchester City | 0 - 1       | Real Madrid   | 0 - 0  | 0 - 1   |
| Atlético Madrid | 2 - 2 (gfc) | Bayern Monaco | 1 - 0  | 1 - 2   |

## Finale
| Arbitro: | Mark Clattenburg |

|                                    |                      |                              |
| Ramos 15’                          | Marcatori            | 79’ Carrasco                 |
| Vázquez Marcelo Bale Ramos Ronaldo | Tiri di rigore 5 – 3 | Griezmann Gabi Saúl Juanfran |

## Classifica marcatori
| Gol | Rigori |  | Giocatore                 | Squadra               |
| --- | ------ |  | ------------------------- | --------------------- |
| 5   |        |  | Cristiano Ronaldo         | Real Madrid           |
| 3   | 1      |  | Antoine Griezmann         | Atlético Madrid       |
| 3   |        |  | Zlatan Ibrahimović        | Paris Saint-Germain   |
| 3   | 1      |  | Lionel Messi              | Barcellona            |
| 3   |        |  | Thomas Müller             | Bayern Monaco         |
| 3   |        |  | Luis Suárez               | Barcellona            |
| 2   |        |  | Kevin De Bruyne           | Manchester City       |
| 2   |        |  | Julian Draxler            | Wolfsburg             |
| 2   |        |  | Robert Lewandowski        | Bayern Monaco         |
| 2   |        |  | Adrien Rabiot             | Paris Saint-Germain   |
| 2   |        |  | Talisca                   | Benfica               |
| 2   |        |  | Arturo Vidal              | Bayern Monaco         |
| 1   |        |  | Sergio Agüero             | Manchester City       |
| 1   |        |  | Xabi Alonso               | Bayern Monaco         |
| 1   |        |  | Maximilian Arnold         | Wolfsburg             |
| 1   |        |  | Vitalij Bujal's'kij       | Dinamo Kiev           |
| 1   |        |  | Yannick Ferreira Carrasco | Atlético Madrid       |
| 1   |        |  | Edinson Cavani            | Paris Saint-Germain   |
| 1   |        |  | Kingsley Coman            | Bayern Monaco         |
| 1   |        |  | Diego Costa               | Chelsea               |
| 1   |        |  | Kalifa Coulibaly          | Gent                  |
| 1   |        |  | Juan Cuadrado             | Juventus              |
| 1   |        |  | David Silva               | Manchester City       |
| 1   |        |  | Paulo Dybala              | Juventus              |
| 1   |        |  | Mohamed El Neny           | Arsenal               |
| 1   |        |  | Fernandinho               | Manchester City       |
| 1   |        |  | Nicolás Gaitán            | Benfica               |
| 1   |        |  | Hulk                      | Zenit San Pietroburgo |
| 1   |        |  | Jesé                      | Real Madrid           |
| 1   |        |  | Raúl Jiménez              | Benfica               |
| 1   |        |  | Jonas                     | Benfica               |
| 1   |        |  | Sven Kums                 | Gent                  |
| 1   |        |  | Max Kruse                 | Wolfsburg             |
| 1   |        |  | Neymar                    | Barcellona            |
| 1   |        |  | Mikel John Obi            | Chelsea               |
| 1   |        |  | Paul Pogba                | Juventus              |
| 1   |        |  | Sergio Ramos              | Real Madrid           |
| 1   |        |  | Arjen Robben              | Bayern Monaco         |
| 1   |        |  | James Rodríguez           | Real Madrid           |
| 1   | 1      |  | Ricardo Rodríguez         | Wolfsburg             |
| 1   |        |  | Saúl Ñíguez               | Atlético Madrid       |
| 1   |        |  | André Schürrle            | Wolfsburg             |
| 1   |        |  | Stefano Sturaro           | Juventus              |
| 1   |        |  | Thiago Alcántara          | Bayern Monaco         |
| 1   |        |  | Yaya Touré                | Manchester City       |
| 1   |        |  | Fernando Torres           | Atlético Madrid       |